# Portoferraio
Portoferraio (it. "železný přístav") je největší město na ostrově Elba, asi 60 km jižně od Livorna. Město založil roku 1548 Cosimo I. Medicejský a má asi 12 tisíc obyvatel. Leží na severním pobřeží ostrova, který od pevniny dělí asi 5 km široký průliv. Nejbližším městem na pevnině je Piombino v Toskánsku. V 19. století bylo významným přístavem, odkud se vozila železná ruda z ostrova. Těžba se po roce 1970 silně omezila a město se stává turistickou destinací.